# Platte staartschorskever
De platte staartschorskever (Epuraea aestiva) is een keversoort uit de familie van de glanskevers (Nitidulidae). De soort wordt gevonden in Europa en Noord-Azië (exclusief China) en Noord-Amerika.

## Kenmerken
De kevers zijn 2,5-3,8 mm lang. Ze hebben een roodgele basiskleur. Het laatste antennesegment is vergroot als een kap. Dit is vooral duidelijk te zien bij het vrouwtje. De kevers zijn moeilijk te onderscheiden van andere leden van het geslacht.

## Verspreiding
De soort komt voor in het Holarctisch gebied. Het komt voor in grote delen van het Palearctisch gebied. De soort is wijdverspreid in Europa. In Midden-Europa is het de meest voorkomende soort van het geslacht Epuraea. In Noord-Amerika strekt het verspreidingsgebied zich uit over grote delen van de Verenigde Staten en Canada en strekt het zich noordwaarts uit naar Alaska.

## Levenswijze
De larven ontwikkelen zich in de nesten van hommels (Bombus). De kevers worden vooral in april en mei waargenomen op de bloesem van de rozenfamilie (Rosaceae), maar ook op vlierbes (Sambucus), wilg (Salix) en gewone vogelkers (Prunus padus). In de winter worden de kevers vaak gevonden in de holen van Talpa, Cricetulus of die van de grijze marmot.